# 圖雷特島
圖雷特島（英語：Turret Island），是南極洲的島嶼，位於維多利亞地的彭內爾海岸，處於弗拉特群島以西1.9公里，由英國探險隊繪入地圖和命名，現時由南極條約體系管理。